# Kobela
Kobela – wieś w Estonii w prowincji Võru w gminie Antsla. Położona jest nad jeziorem Vastsekivi. W 2011 roku zamieszkana przez 313 osób.